# Phalanger
Phalanger Storr, 1780 è un genere di marsupiali arboricoli della famiglia dei Falangeridi. Comprende tredici specie di cuschi.

## Descrizione
I cuschi sono animali dalla corporatura tozza, ricoperti da una pelliccia folta e lanosa. La colorazione è molto variabile, e a seconda delle specie può essere bianca, rossa o nera. Hanno muso corto, orecchie piccole e quasi invisibili, e una lunga coda prensile priva di peli per assicurare una migliore aderenza. Hanno una lunghezza testa-corpo di 32-60 cm e la coda è altrettanto lunga. Il peso varia da 1 a 7 kg.

## Distribuzione e habitat
I cuschi vivono nelle Molucche, in Nuova Guinea, sulle isole Salomone e nella penisola di Capo York, all'estremità nord-orientale dell'Australia. Popolano foreste pluviali, a muschi, di eucalipti, aree alberate temperate, secche e alpine.

## Biologia

### Comportamento
I cuschi sono creature arboricole che scendono a terra solo raramente. Con la loro coda prensile e due pollici su ogni lato delle zampe anteriori, sono perfettamente adattati al loro habitat, le foreste pluviali tropicali. Trascorrono la giornata dormendo nelle cavità degli alberi o tra le foglie, mentre di notte vanno in cerca di cibo spostandosi con movimenti lenti e cauti. Sono animali solitari.

### Alimentazione
I cuschi si nutrono soprattutto di frutta e foglie, ma di tanto in tanto mangiano anche insetti e uova di uccelli.

### Riproduzione
Dopo un breve periodo di gestazione (spesso due settimane) la femmina partorisce 1-3 piccoli, ma di solito solo uno viene allattato, nonostante la femmina sia dotata di quattro capezzoli. Il marsupio viene abbandonato dopo qualche mese. I cuschi possono vivere fino a undici anni.

## Conservazione
Tutte le specie di cusco sono colpite dalla distruzione delle foreste e dalla caccia per la loro carne. Sulla Lista Rossa della IUCN quattro specie vengono classificate come minacciate, mentre le altre nove non sono considerate a rischio.

## Tassonomia
Il genere Phalanger comprende tredici specie:
- Phalanger alexandrae Flannery e Boeadi, 1995 - cusco di Gebe;
- Phalanger carmelitae Thomas, 1898 - cusco di montagna;
- Phalanger gymnotis Peters e Doria, 1875 - cusco terricolo;
- Phalanger intercastellanus Thomas, 1895 - cusco comune orientale;
- Phalanger lullulae Thomas, 1896 - cusco di Woodlark;
- Phalanger matabiru Flannery e Boeadi, 1995 - cusco dagli occhi azzurri;
- Phalanger matanim Flannery, 1987 - cusco del Telefomin;
- Phalanger mimicus Thomas, 1922 - cusco comune meridionale;
- Phalanger orientalis (Pallas, 1766) - cusco comune settentrionale;
- Phalanger ornatus (Gray, 1860) - cusco ornato;
- Phalanger rothschildi Thomas, 1898 - cusco di Rothschild;
- Phalanger sericeus Thomas, 1907 - cusco sericeo;
- Phalanger vestitus (Milne-Edwards, 1877) - cusco di Stein.

Fino a non molto tempo fa in Phalanger venivano classificate anche le specie attualmente assegnate ai generi Ailurops, Strigocuscus e Spilocuscus.